# Morphing
El morphing és un efecte especial en vídeo i animació que canvia (o morfa) una imatge o forma en una altra mitjançant una transició lògica d'aquesta primera imatge a la segona. Generalment, s'utilitza per transformar una persona en una altra, amb mitjans tecnològics o com a part d'una seqüència fantàstica o surrealista. Tradicionalment, aquesta representació s'aconseguia mitjançant la tècnica de la fosa encadenada en pel·lícula, però des dels anys 90, això ha sigut reemplaçat per programari d'ordinador, per tal de crear transicions més realistes.

## Els primers exemples

### Fosa
En la primera meitat del segle xix, eren molt populars els visionats on es mostraven, generalment, paisatges que gradualment passaven del dia a la nit o de l'estiu a l'hivern. També es coneixen altres usos, com ara els de Henry Langdon Childe, que mostrava arbredes que es transformaven en catedrals.
Al 1910, el curtmetratge Narren-grappen mostra una transformació mitjançant la fosa del vestuari d'un personatge femení.
El 1915, el film de Maurice Tourneur, Alias Jimmy Valentine, compta amb una subtil transformació que utilitza la fosa del protagonista, passa de Lee Randall, un ciutadà respectat, al seu alter ego criminal, Jimmy Valentine.
The Peter Tchaikovsky Story, en un episodi de 1959 de Disneyland, compta amb una transformació d'un cigne en una ballarina de ballet real.
El 1985, Godley & Creme creen un efecte de "morph" utilitzant foses creuadels analògiques en el vídeo de "Cry".

### Animació
En animació, l'efecte va ser creat molt abans que la invenció de la pel·lícula. El fenaquistoscopi dissenyat pel seu inventor, Joseph Plateau i/o pintor Jean-Baptiste Madou, va ser imprès prop de 1835 i mostra el cap d'una dona canviant en el d'una bruixa i després en un monstre.
El film Fantasmagorie (1908) d'Émile Cohl, compta amb molt morphing en els personatges i objectes, dibuixat en traçats simples.

### Morphingdigital
Tot i que la pel·lícula The Golden Child (1986), implementa efectes molt crus de morphing d'animal a humà i al revés, la primera pel·lícula que empra un morphing detallat va ser Willow, al 1988. Es va utilitzar un procés similar un any més tard a Indiana Jones i l'última croada, per tal de crear la mort de Walter Donovan. Els dos efectes van ser creats per Industrial Light & Magic, utilitzant tècniques desenvolupades per Tom Brigham i Doug Smythe (AMPAS)
La portada de l'àlbum The Miracle de Queen de l'any 1989, compta amb la tècnica de morfar les cares dels quatre membres de la banda en una imatge gestalt. El 1991, el morphing apareix notablement al videoclip de Michael Jackson “Black or White” i a les pel·lícules Terminator 2: Judgement Day i Star Trek: The Undiscovered Country.
La primera aplicació per a ordinadors personals per oferir el morphing, va ser Gryphon Software Morph en Macintosh. Altres sistemes de morphing, inclosos ImageMaster, MorphPlus i CineMorph, es van estrenar al Commodore Amiga el 1992. Altres programes es van tornar àmpliament accessibles en un any, i durant un temps l'efecte es va tornar tan comú fins al punt de tornar-se clitxé. Per a l'ús de gamma alta, Elastic Reality (basat en MorphPlus) va veure la sea primera aparició en la pel·lícula In The Line of Fire (1993) i va ser utilitzat en Quantum Leap (treball realitzat per the Post Group). Amb VisionArt, Ted Fay utilitza Elastic Reality per morfar Odo, pel film Star Trek: Deep Space Nine. Elastic Reality més tard va ser adquirida per Avid, que ja s'havia convertit en el sistema més utilitzat en centenars de pel·lícules. La tecnologia darrere Elastic Reality va guanyar dos premis de l'Acadèmia el 1996 per Assoliment científic i tecnològic a Garth Dickie i Perry Kivolowitz. L'efecte es denomina tècnicament “spatially warped cross-dissolve”, és a dir, alguna cosa com “espaialment deformada fosa encadenada”. La primera xarxa social generada pels usuaris amb exemples de morphing que es va publicar online va ser Galleries per Morpheus (software de morphing). A Taiwan, Aderans, un proveïdor de solucions capilars, va fer un anunci de televisió que comptava amb una seqüència de morphing en la qual la gent amb un gruix exuberant de cabell es transformava en una altra persona, igual que al videoclip de “Black or White”.

## Tècniques modernes

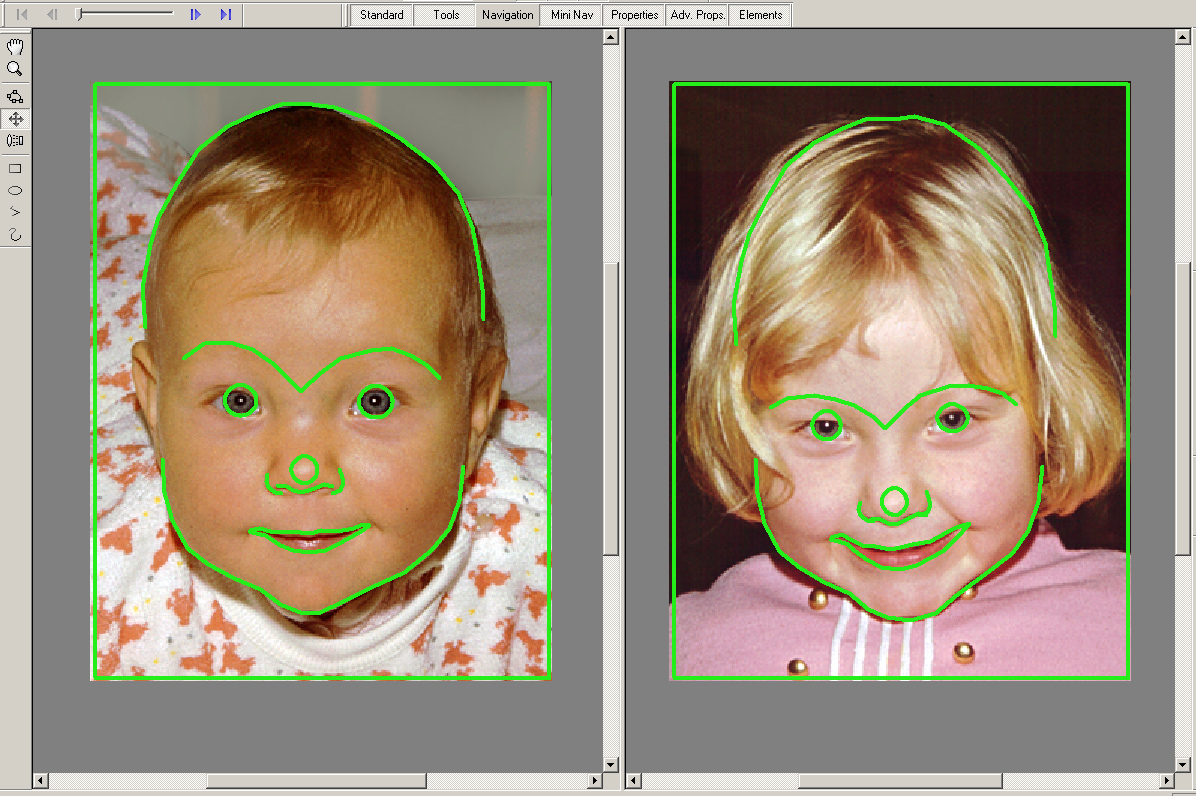
Marcant els punts claus d'una cara, es transforma en la segona.

Als primers 90, les tècniques per ordinador que sovint produïen resultats més convincents van començar a ser extensament utilitzades. Aquests consistien en distorsionar una imatge al mateix temps que s'esvaïa en una altra, a través del marcat de punts i vectors corresponent a “l'abans” i el “després” d'imatges utilitzades en la metamorfosi. Per exemple, un podria morfar una cara en una altra marcant els punts claus en la primera cara, com el contorn del nas, la localització d'un ull, i marcar on aquests punts exactes existeixen a la segona cara. L'ordinador, llavors, distorsionaria la primera cara per tenir la forma de la segona cara, al mateix que s'esvaeixen. Per tal de calcular la transformació de coordenades d'imatges necessàries per a la distorsió, l'algoritme de Beier i Neely es pot utilitzar.

## Com es duu a terme la tècnica delmorphing
En fotografia digital, hi ha diversos programes que permeten realitzar la tècnica del morphing, com ara GIMP o Photoshop, però també existeixen algunes aplicacions especialitzades, com ara Sqirlz Morph.
Els passos generals a seguir per aplicar la tècnica es basen en:
1. Seleccionar dues imatges que siguin d'una mida el més semblant possible, que comparteixin un mateix fons (blanc és l'ideal), i, a ser possible, que els dos objectes a morfar siguin d'una mida també similar.
2. Si el programa és manual, s'han d'afegir punts de control que siguin equivalents a ambdues imatges, per exemple, si s'afegeix un punt de control a la pupil·la dreta d'una imatge A, a la imatge B haurà d'aparèixer també aquest punt de control a la pupil·la corresponent. Com més punts de control es creïn, més satisfactori serà el resultat. En molts programes, aquest pas és automàtic, de manera que es creen imatges intermèdies entre les dues seleccionades. En cas que es vulgui obtenir un morph de deu imatges o frames, incloent primera i última, el programa generarà 8 imatges intermèdies. La primera imatge intermèdia serà una barreja entre la imatge inicial i la final, de manera que el 90% del frame provindrà de la primera imatge i el 10% de la final. El tercer frame serà un 80% de la inicial i un 20% de la final, i la resta de imatges intermèdies s'aniran generant de la mateixa manera, successivament fins que el novè frame tingui un 90% de la final i un 10% de la inicial. Tot i que els percentatges depenen del nombre de frames que desitgem, el mecanisme és simple: cada imatge s'assembla cada cop menys a la inicial i s'assembla més a la final a mesura que anem avançant en el procés.
3. Un cop realitzat el morphing, es pot guardar el resultat en diversos formats, com ara .avi, .gif o .flash, en cas que es mostri el procés sencer (imatges en moviment), o en formats com .jpg o .png si es tracta d'una sola imatge.

## Algunes pel·lícules actuals que han utilitzat el morphing
Star Wars: Episode II - Attack of the Clones - En aquest film del 2002, apareix una caça-recompenses, Zam Wessel, amb una identitat ficticia, que es revelarà més tard amb aquest efecte animat.
Terminator 3 - S'utilitza l'efecte en el Terminator model T-X l'any 2003.
Saga de Harry Potter - A partir de la segona entrega, Harry Potter i la cambra secreta (2002), apareix l'efecte del morphing per il·lustrar els efectes de la Poció de la transformació (Poción multijugos en castellà o Polyjuice potion en anglès). A partir d'aquest film, cada cop que s'utilitzi aquesta poció a la sèrie cinematogràfica, es farà servir l'efecte del morphing. Un dels moments més destacats de la saga on es fa ús d'aquesta poció (i efecte digital), és a Harry Potter i les relíquies de la Mort - Part I (2010), en una escena en la qual diversos personatges han de fer ús de la poció de la transformació per tal de convertir-se tots en Harry Potter.

## Software
- Morpheus
- Nuke
- After Effects
- FantaMorph
- Gryphon Software Morph
- MorphThing
- SilhouetteFX